# سيرج روي (لاعب هوكي الجليد)
سيرج روي هو لاعب هوكي الجليد كندي، ولد في 25 يونيو 1962 في سات إيل في كندا.

## وصلات خارجية
- سيرج روي على موقع دوري الهوكي الوطني (الإنجليزية)
- سيرج روي على موقع EliteProspects.com (الإنجليزية)
- سيرج روي على موقع HockeyDB.com (الإنجليزية)
- سيرج روي على موقع أوليمبيديا (الإنجليزية)